# Liste der Botschafter der Vereinigten Staaten in Slowenien

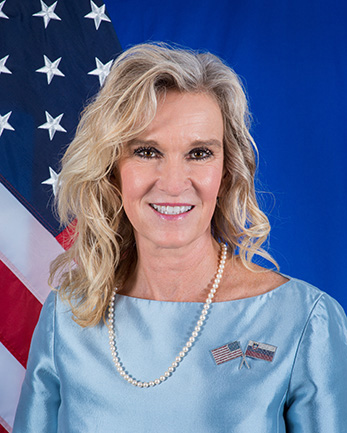
Lynda C. Blanchard

Die Liste der Botschafter der Vereinigten Staaten in Slowenien bietet einen Überblick über die Leiter der US-amerikanischen diplomatischen Vertretung in Slowenien seit 1992. Nach dem Austritt Sloweniens aus dem jugoslawischen Staatenverband erkannten die Vereinigten Staaten den neuen Staat am 7. April 1992 an. Die US-Botschaft in Ljubljana wurde im August desselben Jahres eröffnet. Als erster Botschafter wurde E. Allan Wendt eingesetzt.
| Amtszeit  | Name                      | ernannt von    |
| --------- | ------------------------- | -------------- |
| 1992–1995 | E. Allan Wendt            | George Bush    |
| 1995–1998 | Victor Jackovich          | Bill Clinton   |
| 1998–2001 | Nancy Halliday Ely-Raphel | Bill Clinton   |
| 2001–2004 | Johnny Young              | George W. Bush |
| 2004–2008 | Thomas Bolling Robertson  | George W. Bush |
| 2008–2009 | Yousif Ghafari            | George W. Bush |
| 2010–2015 | Joseph A. Mussomeli       | Barack Obama   |
| 2015–2018 | Brent R. Hartley          | Barack Obama   |
| 2019–     | Lynda Blanchard           | Donald Trump   |